# Raveo
Raveo (friülà Raviei) és un municipi italià, dins de la província d'Udine. És situat dins la Val Degano, a la Cjargne. L'any 2007 tenia 485 habitants. Limita amb els municipis d'Enemonzo, Lauco, Ovaro, Socchieve i Villa Santina.

## Administració
| Període | Identitat     | Partit        |
| ------- | ------------- | ------------- |
| 2004-   | Daniele Ariis | Llista cívica |